# Pourriture rose
La pourriture rose est une maladie fongique qui affecte la pomme de terre, et particulièrement les tubercules en période de conservation. Cette maladie, qui peut se confondre par ses symptômes avec d'autres pourritures fongiques ou bactériennes, est causée par diverses espèces de protistes telluriques de la classe des oomycètes appartenant au genre Phytophthora, particulièrement l'espèce Phytophthora erythroseptica . 
Cet agent pathogène est présent dans le sol de façon endémique et infecte surtout les parties souterraines de la plante, racines, stolons et tubercules dans lesquels il pénètre normalement par le talon (point d'attache du stolon), mais il peut aussi y pénétrer par les lenticelles, les bourgeons (les « yeux ») et les blessures. Au champ il est surtout à craindre en cas d'excès d'humidité par temps chaud.
Les tubercules affectés montrent en coupe des zones de pourriture de texture spongieuse, caoutchouteuse, commençant au talon, qui se colorent à l'air en saumon rosé, puis virent au brun puis au noir. Ces zones sont séparées des zones saines par un liseré noir.
Cette maladie a été observée pour la première fois en 1909 en Irlande et décrite en 1913 par George Herbert Pethybridge qui donna son nom de « pourriture rose » (pink rot) et l'attribua à une nouvelle espèce de champignon qu'il nomma Phytophthora erythroseptica. Elle fut identifiée par la suite dans différents pays européens, et dès 1938 aux États-Unis. Au XXIe siècle, la pourriture rose est une maladie présente sporadiquement dans toutes les régions du monde où la pomme de terre est cultivée, d'une importance relativement secondaire tout en étant susceptible de causer localement des dommages importants, surtout durant le stockage. 